# Monica Bellucci

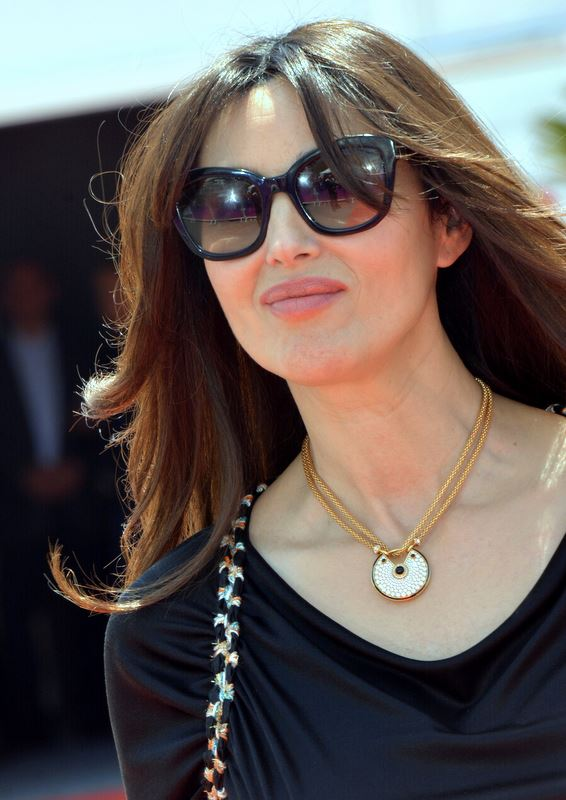
Bellucci op het Filmfestival van Cannes 2017

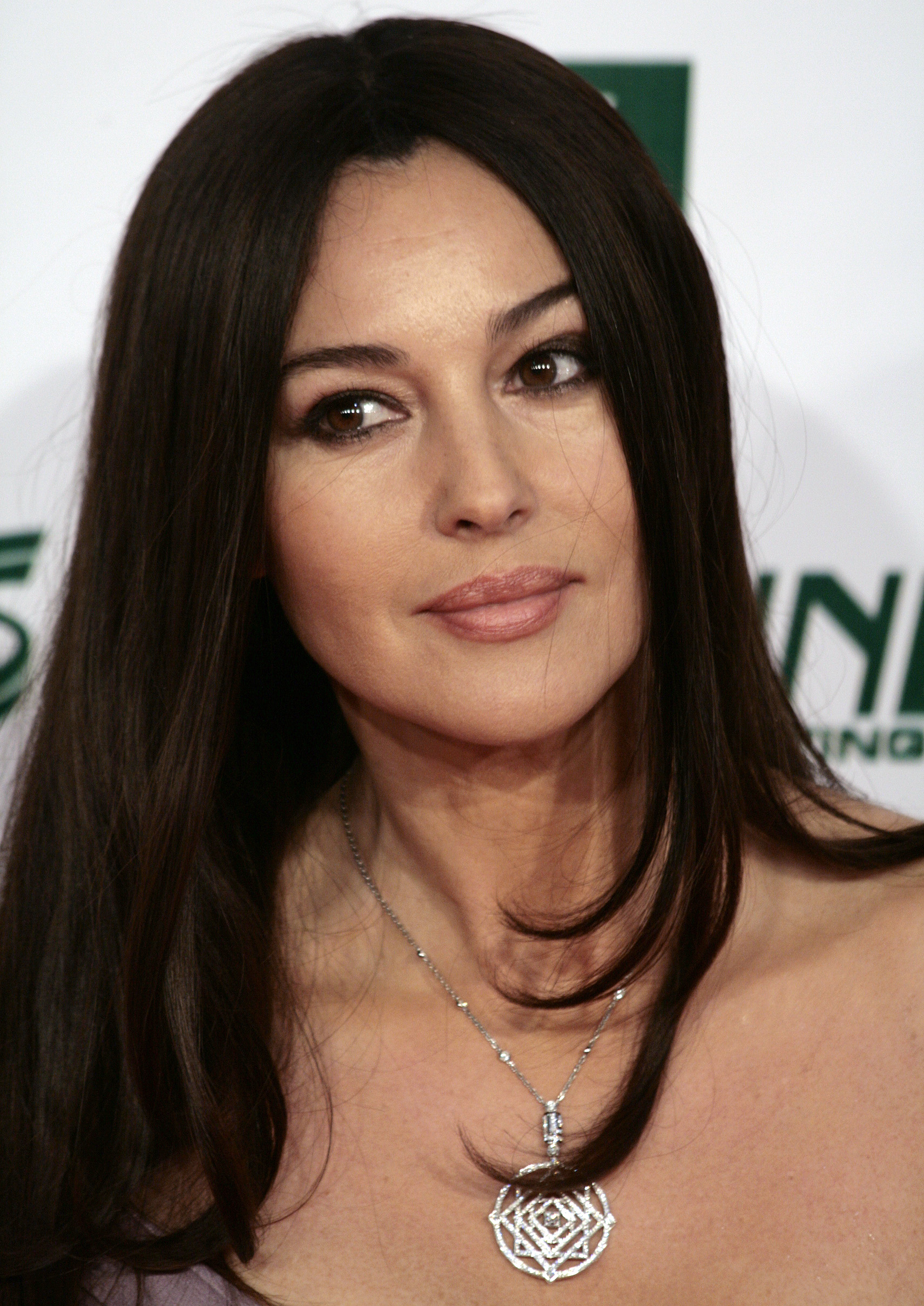
Bellucci in 2009

Monica Bellucci (Città di Castello, 30 september 1964) is een Italiaans supermodel en actrice.
Bellucci is geboren in Città di Castello, Umbrië, Italië, dochter van Maria Gustinelli, een schilder, en Luigi Bellucci, die een transportbedrijf bezat.
Op haar achttiende is ze aan de universiteit van Perugia rechten gaan studeren. Als bijbaan had ze vanaf haar 16e modellenwerk bij de Liceo Classico. Twee jaar later is ze echter met haar studie gestopt en in Milaan gaan wonen, waar ze een contract met het modellenbureau Elite tekende. In deze tijd begon ze ook met acteercursussen.
Bellucci was in de jaren 90 vooral bekend in Italië en Frankrijk. Door haar rol in de film l'Appartement kreeg ze in heel Europa bekendheid. Vanaf 2000 verscheen Bellucci ook in Amerikaanse films.
Bellucci was van 1999 tot en met 2013 getrouwd met acteur Vincent Cassel. Ze kregen samen twee dochters.

## Filmografie
- 2024: Beetlejuice Beetlejuice, als Delores
- 2023: Mafia Mamma, als Bianca
- 2022: Memory, als Davana Sealman
- 2016: On the Milky Road, als bride
- 2015: Spectre, als Lucia Sciarra
- 2014: Le Meraviglie, als Milly Catena
- 2010: The Whistleblower, als Laura Leviani
- 2010: The Sorcerer's Apprentice, als Veronica
- 2009: Ne te retourne pas, als Jeanne
- 2009: The Private Lives of Pippa Lee, als Gigi Lee
- 2008: L'uomo che ama, als Alba
- 2008: Sanguepazzo, als Luisa Ferida
- 2007: Manuale d'amore 2 - Capitoli successivi, als Lucia
- 2007: Le Deuxième souffle, als Simona
- 2007: Shoot 'Em Up, als Donna Quintano
- 2006: Le Concile de pierre, als Laura Siprien
- 2006: N (Io e Napoleone), als Emily
- 2006: Sheitan, als La belle vampiresse
- 2005: Combien tu m'aimes, als Daniela
- 2005: The Brothers Grimm, als koningin Mirror
- 2004: She Hates Me, als Simona Bonasera
- 2004: The Passion of the Christ, als Maria Magdalena
- 2003: The Matrix Revolutions, als Persephone
- 2003: Ricordati di me, als Alessia
- 2003: The Matrix Reloaded, als Persephone
- 2003: Irréversible[1], als Alex
- 2003: Tears of the Sun, als Dr. Lena Kendricks
- 2002: Asterix & Obelix: missie Cleopatra, als Cleopatra
- 2002: The Brotherhood of the Wolf (Le pacte des loups), als Sylvia
- 2000: Franck Spadone, als Laura
- 2000: Malèna, als Malèna Scordia
- 2000: Under Suspicion, als Chantal Hearst
- 1999: Like a Fish Out of Water, als Myrtille
- 1999: Méditerranées, als Marguerite
- 1997: Dobermann, als Nathalie dit Nat la Gitane
- 1996: L'Appartement, als Lisa
- 1995: Palla di neve, als Melina
- 1992: Bram Stoker's Dracula, als Dracula's bruid
- 1992: Ostinato Destino, als Marina / Angela
- 1990: Vita Coi Figli, als Elda

In het computerspel Prince of Persia: Warrior Within leende ze haar stem aan Kaileena.